# Məhərrəmli
Məhərrəmli è un comune dell'Azerbaigian situato nel distretto di Kürdəmir.